# Fisher P-75 Eagle
General Motors P-75 Eagle là một loại máy bay tiêm kích do bộ phận Fisher Body của General Motors Corporation chế tạo. Nhằm đáp ứng yêu cầu của Không quân Lục quân Hoa Kỳ về một loại tiêm kích có khả năng leo cao nhanh.

## Tính năng kỹ chiến thuật (XP-75)

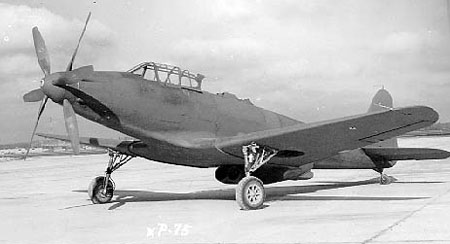
Fisher XP-75 3/4 (S/N 43-46950)

Dữ liệu lấy từ  and 
Đặc điểm tổng quát
- Kíp lái: 1
- Chiều dài: 40 ft 5 in (12,32 m)
- Sải cánh: 49 ft 4 in (15,04 m)
- Chiều cao: 15 ft 6 in (4,72 m)
- Diện tích cánh: 347 ft² (32,24 m²)
- Trọng lượng rỗng: 11.495 lb (5.214 kg)
- Trọng lượng có tải: 19.420 lb (8808 kg)
- Trọng lượng cất cánh tối đa: 18.210 lb (8.260 kg)
- Động cơ: 1 × Allison V-3420-23, 2.885 hp (2.150 kW)

 Hiệu suất bay 
- Vận tốc cực đại: 433 mph (697 km/h) trên độ cao 20.000 (6.100 m)
- Tầm bay: 2.050 mi (3.300 km)
- Trần bay: 36.400 ft (11.100 m)
- Vận tốc lên cao: 4.200 ft/phút (21,3 m/s)
- Tải trên cánh: 39,8 lb/ft² (194,3 kg/m²)
- Công suất/trọng lượng: 0,21 hp/lb (0,34 kW/kg)

Trang bị vũ khí

- 10x súng máy.50 caliber (12,7 mm)
- 2x quả bom 500 lb (227 kg)